# Dell Publishing
Dell Publishing war ein US-amerikanischer Buch-, Zeitschriften- und Comic-Verlag aus New York City.

## Geschichte
Der Verlag wurde 1921 von George T. Delacorte Jr. (1894–1991) in New York City gegründet. Es erschienen überwiegend Unterhaltungsliteratur, wie Detektiv- und Liebesromane, preiswerte Taschenbücher sowie Zeitschriften im Unterhaltungs-Genre (Romanhefte, Star-Magazine, Rätselhefte). 
Ab 1929 wurde mit Dell Comics ein eigenständiger Comic-Subverlag gegründet. Erstes Produkt war das Comicheft The Funnies. Es folgten weitere erfolgreiche Serien wie Four Color, Lone Ranger, Tarzan, Bugs Bunny, Walt Disney’s Comics und Tom & Jerry.
Dell Publishing wurde 1976 vom Verlag Doubleday übernommen.